# Роулинс, Джон Аарон
Джон А́арон Ро́улинс (англ. John Aaron Rawlins; 13 февраля 1831, Галена — 6 сентября 1869, Вашингтон) — американский политический деятель. 29-й военный министр США в кабинете президента Улисса Гранта. Родился в штате Иллинойс. Умер, находясь на посту министра. После смерти был сначала похоронен на кладбище Конгресса США в Вашингтоне, а затем на Арлингтонском национальном кладбище.
Город Ролинс, расположенный в графстве Карбон в штате Вайоминг назван в его честь.